# (33901) 2000 KJ56
2000 KJ56 (asteroide 33901) é um asteroide da cintura principal. Possui uma excentricidade de 0.20691060 e uma inclinação de 10.85957º.
Este asteroide foi descoberto no dia 27 de maio de 2000 por LINEAR em Socorro.